# Bördeland
Bördeland är en kommun och ort i Salzlandkreis i förbundslandet Sachsen-Anhalt i Tyskland.
Kommunen bildades den 29 december 2007 genom en sammanslagning av de tidigare kommunerna Biere, Eggersdorf, Eickendorf, Großmühlingen, Kleinmühlingen, Welsleben und Zens.